# Gerhard T. Buchholz
Gerhard T. Buchholz (né le 1er janvier 1898 à Mockrau, en Silésie, alors dans l'Empire allemand, aujourd'hui en Pologne et mort le 30 novembre 1970 à Berlin) est un scénariste et producteur de cinéma allemand.

## Biographie
Gerhard T. Buchholz a écrit une vingtaine de scénarios dont Stimme des Herzens (1942) de Johannes Meyer et Le Chemin sans retour (1953) de Victor Vicas.

## Filmographie partielle

### Comme scénariste
- 1942 : Stimme des Herzens de Johannes Meyer
- 1953 : Le Chemin sans retour (Weg ohne Umkehr) de Victor Vicas